# Гокем (Вісконсин)
Гокем (англ. Holcombe) — переписна місцевість (CDP) в США, в окрузі Чиппева штату Вісконсин. Населення — 239 осіб (2020).

## Географія
Гокем розташований за координатами 45°13′31″ пн. ш. 91°7′12″ зх. д. / 45.22528° пн. ш. 91.12000° зх. д. (45.225238, -91.120014).  За даними Бюро перепису населення США в 2010 році переписна місцевість мала площу 2,51 км², уся площа — суходіл. В 2017 році площа становила 3,07 км², з яких 2,51 км² — суходіл та 0,57 км² — водойми.

## Демографія
Згідно з переписом 2010 року, у переписній місцевості мешкало 267 осіб у 108 домогосподарствах у складі 73 родин. Густота населення становила 107 осіб/км².  Було 123 помешкання (49/км²).
Расовий склад населення:
| - 96,3 % — білих - 3,4 % — азіатів |

До двох чи більше рас належало 0,4 %. Частка іспаномовних становила 1,1 % від усіх жителів.
За віковим діапазоном населення розподілялося таким чином: 25,1 % — особи молодші 18 років, 62,5 % — особи у віці 18—64 років, 12,4 % — особи у віці 65 років та старші. Медіана віку мешканця становила 41,8 року. На 100 осіб жіночої статі у переписній місцевості припадало 88,0 чоловіків;  на 100 жінок у віці від 18 років та старших — 94,2 чоловіків також старших 18 років.
Середній дохід на одне домашнє господарство  становив 40 054 долари США (медіана — 29 583), а середній дохід на одну сім'ю — 44 635 доларів (медіана — 45 000). За межею бідності перебувало 16,8 % осіб, у тому числі 44,8 % дітей у віці до 18 років та 14,7 % осіб у віці 65 років та старших.
Цивільне працевлаштоване населення становило 74 особи. Основні галузі зайнятості: виробництво — 27,0 %, науковці, спеціалісти, менеджери — 21,6 %, освіта, охорона здоров'я та соціальна допомога — 18,9 %, роздрібна торгівля — 16,2 %.